# Chamelea gallina
Chamelea gallina är en musselart som först beskrevs av Carl von Linné 1758.  Chamelea gallina ingår i släktet Chamelea och familjen venusmusslor. Inga underarter finns listade i Catalogue of Life.

Höger klaff
Vänster klaff

var. corrugatula

Höger klaff
Vänster klaff

## Bildgalleri

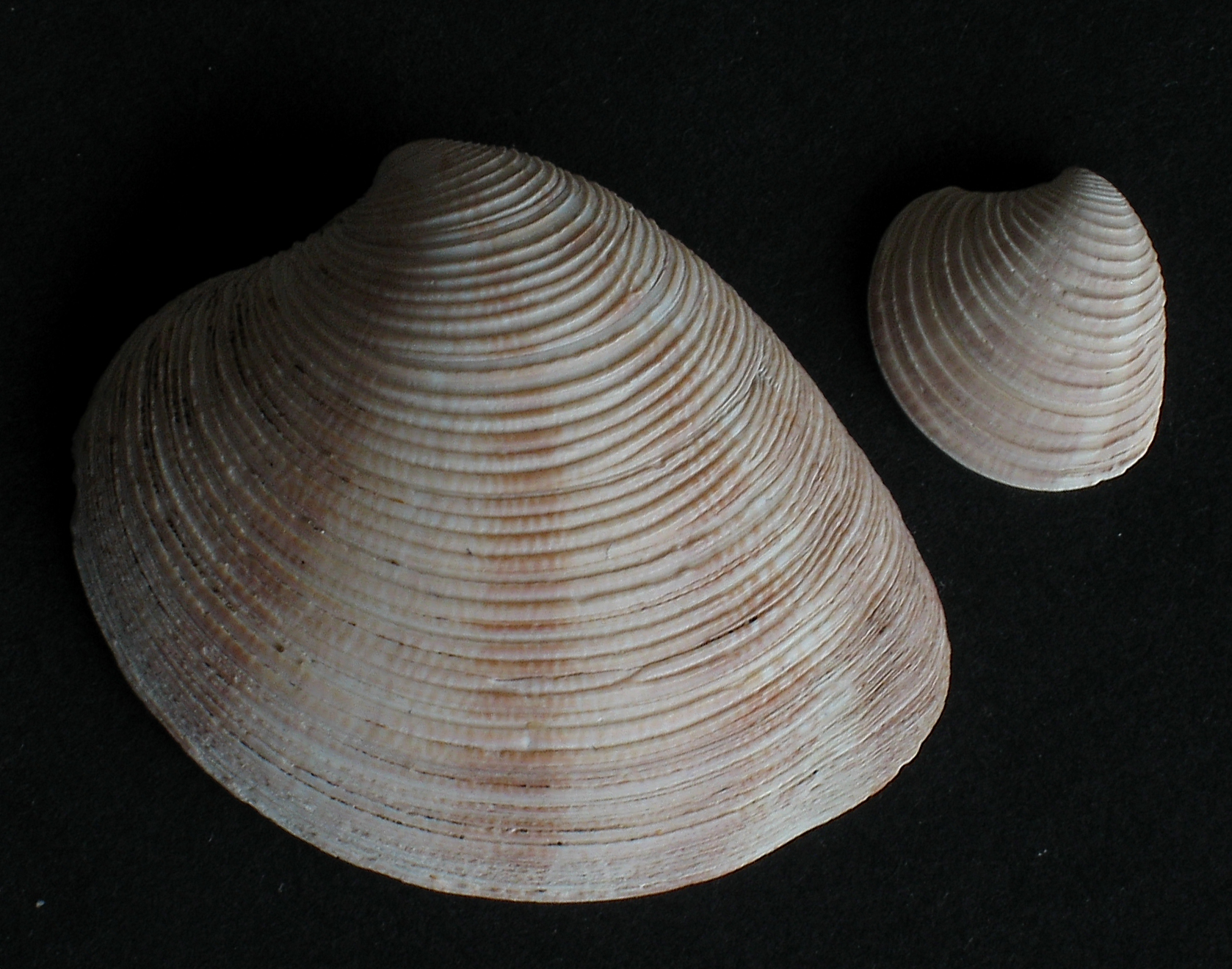